# Myrmecophantes panopaeoides
Myrmecophantes panopaeoides är en fjärilsart som beskrevs av Max Joseph Bastelberger 1909. Myrmecophantes panopaeoides ingår i släktet Myrmecophantes och familjen mätare. Inga underarter finns listade i Catalogue of Life.